# Intestinal pseudoobstruktion
Intestinal pseudoobstruktion är ett medicinskt tillstånd orsakat av en allvarlig påverkan på mag- och tarmkanalens förmåga att föra mat vidare. Det kännetecknas av tecken och symptom på tarmobstruktion utan att något strukturellt hinder föreligger. Exempel på symptom är buksmärtor, illamående, buksvullnad, kräkningar, dysfagi, diarré och förstoppning, beroende på vilken del av mag- och tarmkanalen som är påverkad. Tillståndet kan börja i alla åldrar och det kan vara ett primärt tillstånd (idiopatiskt eller ärftligt) eller uppkomma som led av en annan sjukdom (sekundär).